# Marine de la république des Provinces-Unies
Ne doit pas être confondu avec Marine royale néerlandaise.

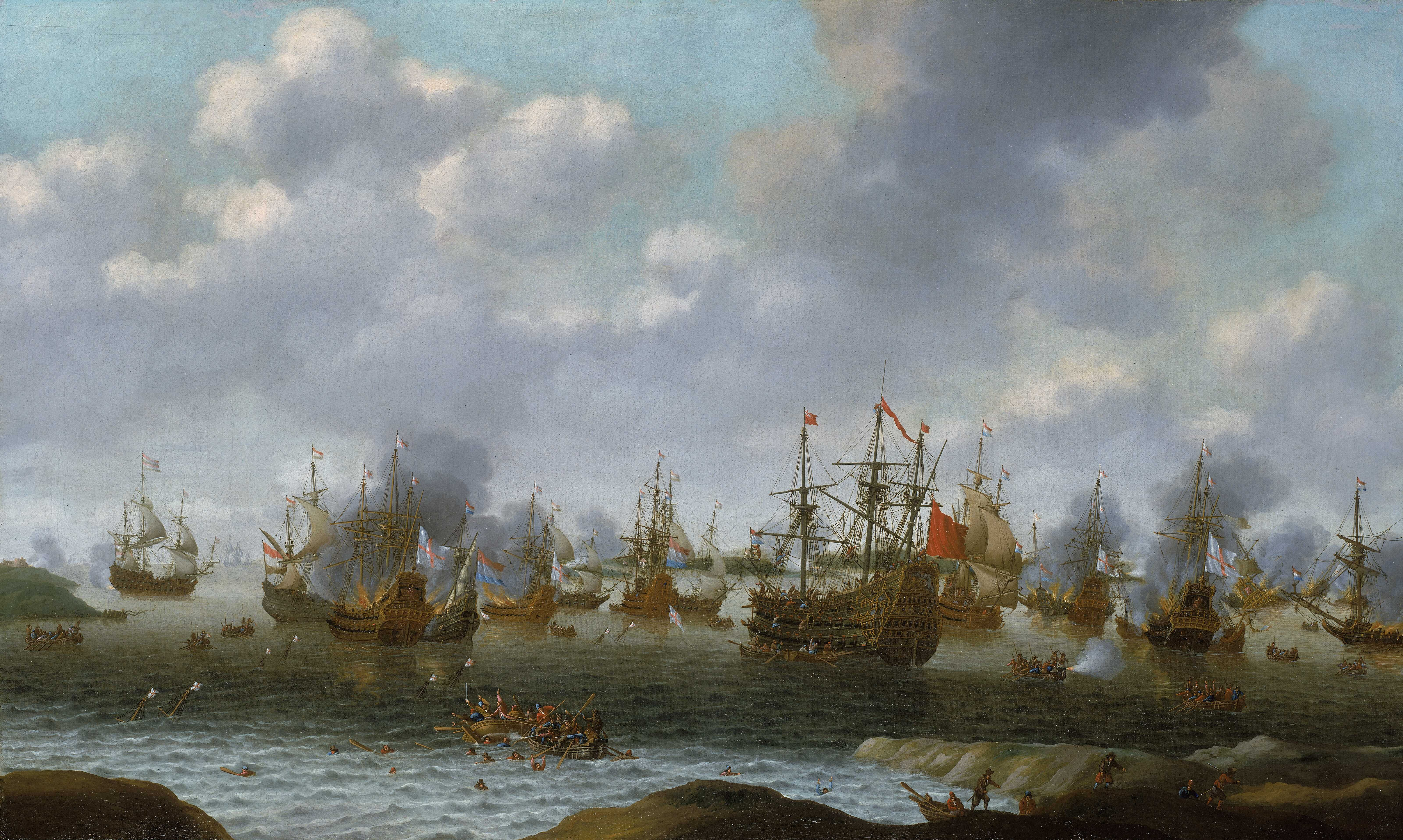
Le raid sur la Medway en 1667 lors de la deuxième guerre anglo-néerlandaise, lorsque la marine des Provinces-Unies, commandée par l'amiral Michiel de Ruyter, remonta la Tamise pour bombarder les navires de la Royal Navy à Chatham, près de Londres. (Ici un tableau de Pieter Cornelisz van Soest.)

La Marine de la république des Provinces-Unies ou Marine des États (en néerlandais : Staatse vloot) était le nom donné à la marine de guerre de la république des Sept Provinces-Unies des Pays-Bas, appelée plus simplement les Provinces-Unies, nation qui vécut de 1581 à 1795 et qui est l'ancêtre des Pays-Bas actuels.
Elle fut l'une des plus puissantes flottes de guerre européenne pendant presque trois siècles, particulièrement pendant le siècle d'or néerlandais.

## Historique
La flotte est gérée par cinq amirautés. Elle n'a pas de troupes permanentes mais, lors des conflits, recrute les marins nécessaires issus de la flotte marchande dont le tonnage est de loin supérieur à celui de la flotte de guerre. En outre, de nombreux vaisseaux privés de la flotte marchande ou des deux puissantes compagnies de commerces néerlandaises : la Compagnie néerlandaise des Indes occidentales (GWC) et la Compagnie néerlandaise des Indes orientales (VOC) qui reçoivent en temps de guerre des lettres de marque pour combattre à ses côtés comme navires corsaires.
Ce système souple permet après les conflits aux capitaines de reprendre leurs activités commerciales à travers le monde.

## Conflits
En 1601 commence la guerre néerlando-portugaise qui se finira par la signature du traité de La Haye en 1661.
Après la fin de la guerre de Quatre-Vingts Ans (révolte des Pays-Bas contre la monarchie espagnole) et de la guerre de Trente Ans (guerre européenne entre catholiques et protestants), en 1648, survint la première guerre anglo-néerlandaise en 1652. Elle entrainera trois autres guerres anglo-néerlandaises, conflits majeurs pour le pays, majoritairement survenus sur les mers et dont la dernière se finit en 1784, se soldant globalement par une victoire anglaise.
En 1672 commence la guerre de Hollande, entre le royaume de France et ses alliés et la Quadruple-Alliance de 1673, dont faisaient partie les Provinces-Unies. La guerre se solda par une défaite pour le pays et la signature des traités de Nimègue réglant plusieurs changements territoriaux aux différents belligérants.
En 1701, les Provinces-Unies participent à la guerre de Succession d'Espagne aux côtés de l'Angleterre, de l'empire d'Autriche et du Saint-Empire romain germanique contre la France, jusqu'en 1713.
Lors des guerres de la Révolution française, peu avant la révolution batave, la flotte stationné au Helder fut capturée par la cavalerie française du 8e régiment de hussards et le 3e bataillon de tirailleurs belges, dans la nuit du 23 janvier 1795. La prise d'une flotte par la cavalerie reste un fait rare dans les annales militaires, bien qu'un précédent existe également pour la flotte néerlandaise lors de la bataille d'Empel pendant la guerre de Quatre-Vingt Ans en 1585.

## Personnages célèbres

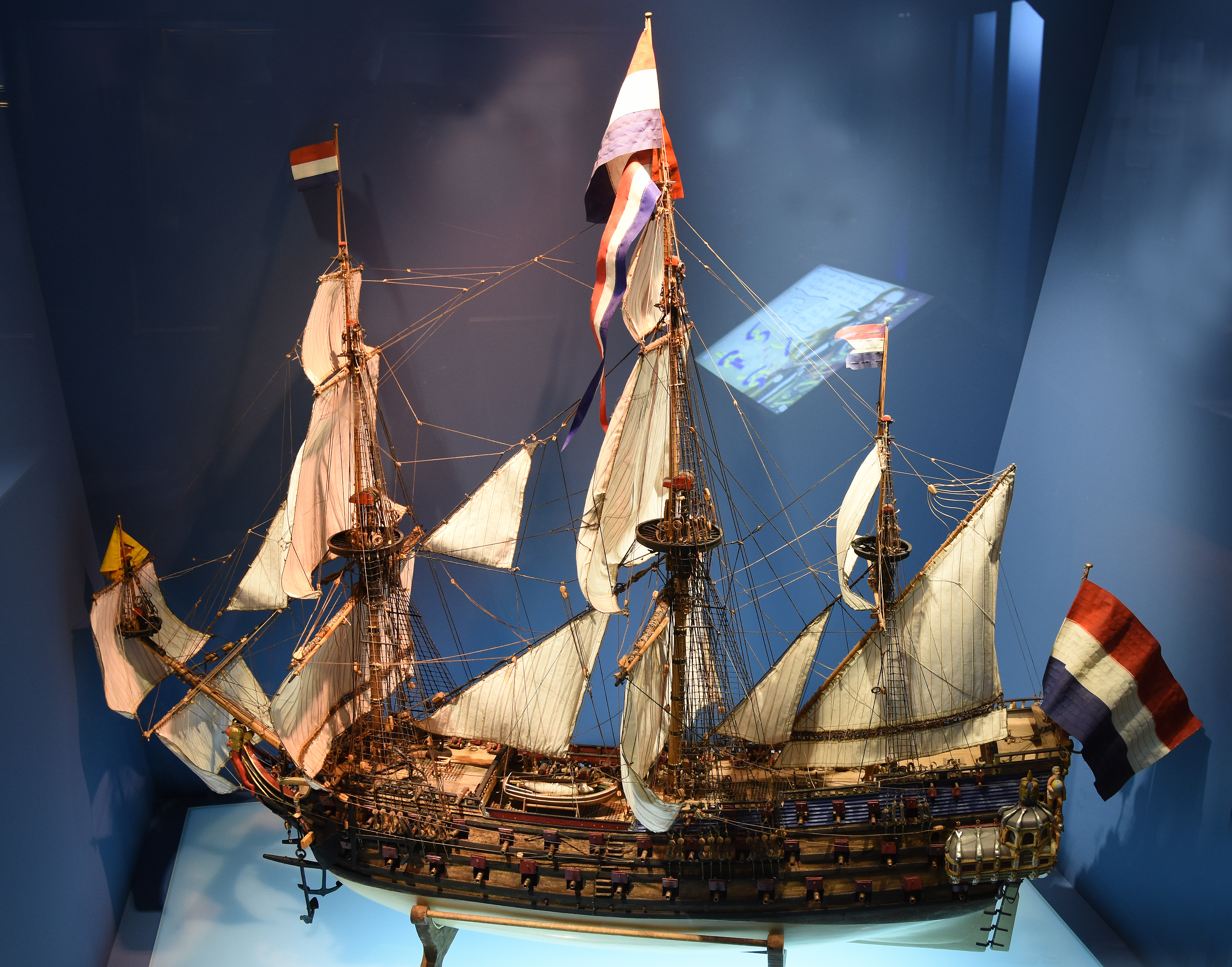
Michiel de Ruyter fut l'un des amiraux les plus célèbres de la flotte des Provinces-Unies et eut notamment pour navire amiral, le Zeven Provinciën.

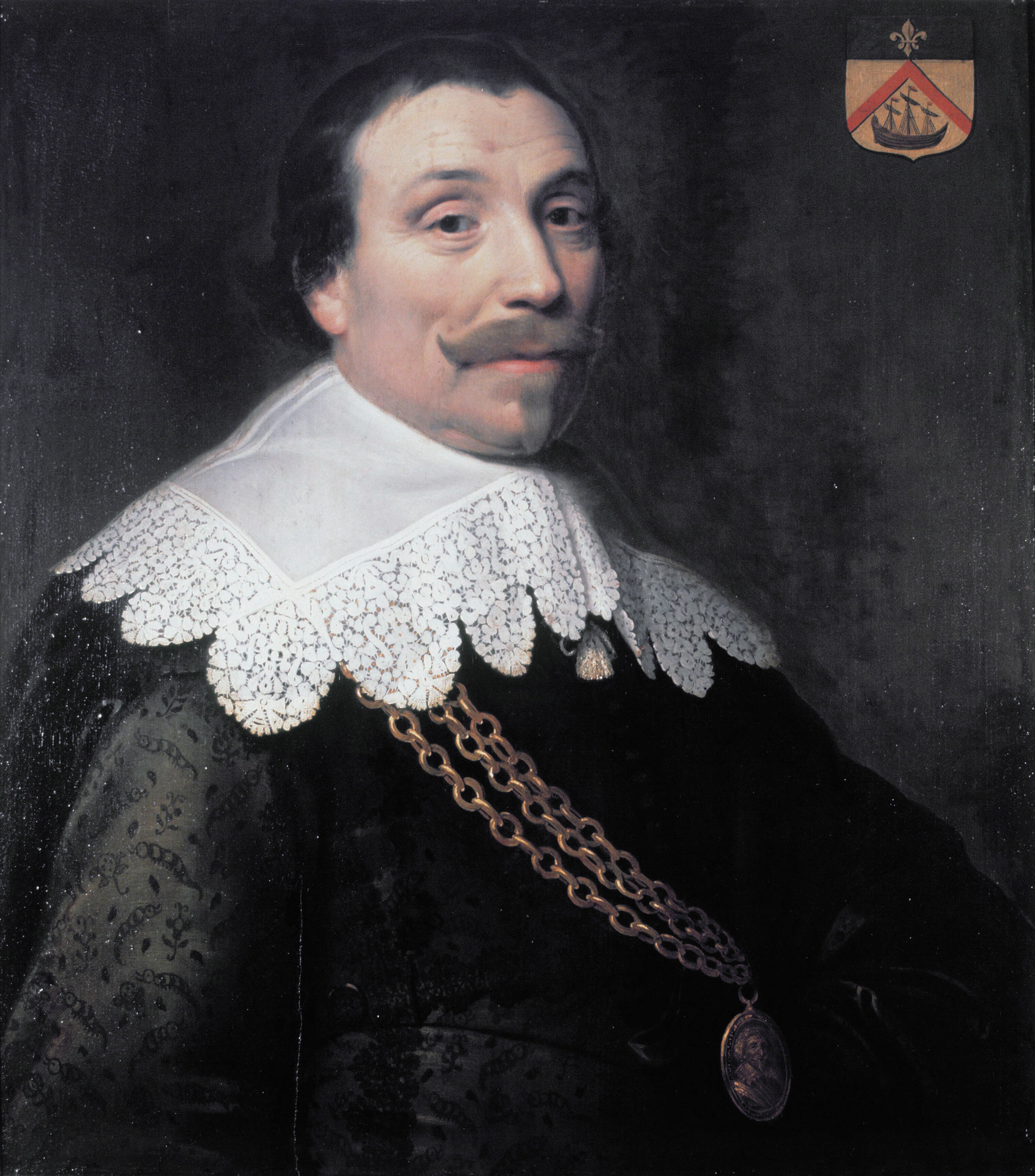
Maarten Tromp.

- Adriaen Banckert
- Willem Joseph de Gand
- Witte de With
- Michiel de Ruyter
- Maarten Tromp
- Johan van Galen
- Jacob van Wassenaer Obdam
- Johan Zoutman

## Navires célèbres
- Aemilia
- Gouden Leeuw
- Zeven Provinciën

## Emblèmes

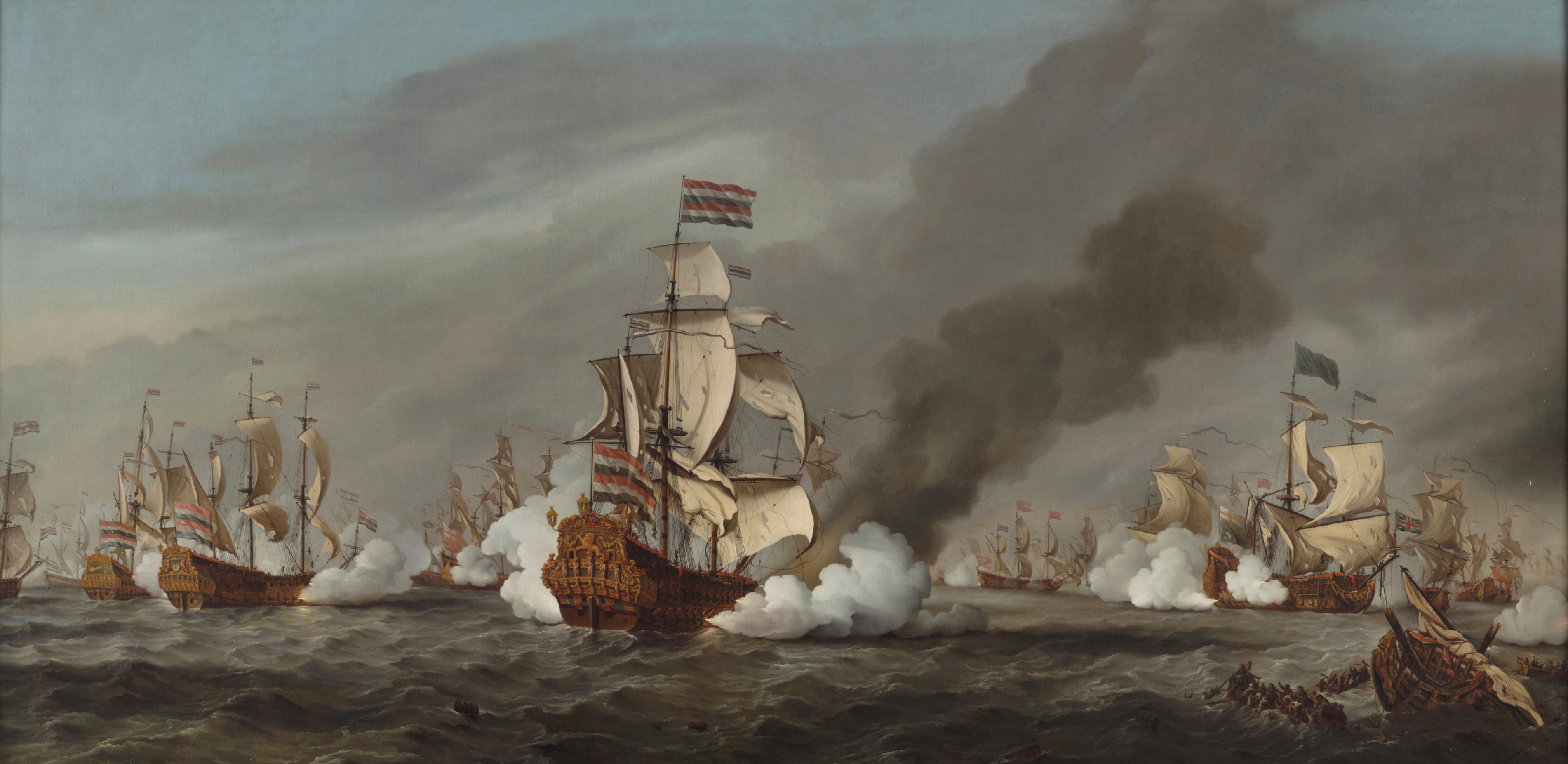
Le drapeau du secrétaire d’État, arboré par le Gouden Leeuw lors de la Bataille du Texel, sur un tableau de Willem van de Velde le Jeune (1687).

La marine de la république des Provinces-Unies utilisait plusieurs drapeaux comme emblème. Notamment le Statenvlag (« drapeau des États »), le Prinsenvlag (« drapeau du Prince ») ou encore le drapeau du secrétaire d’État.

## Dans la culture populaire

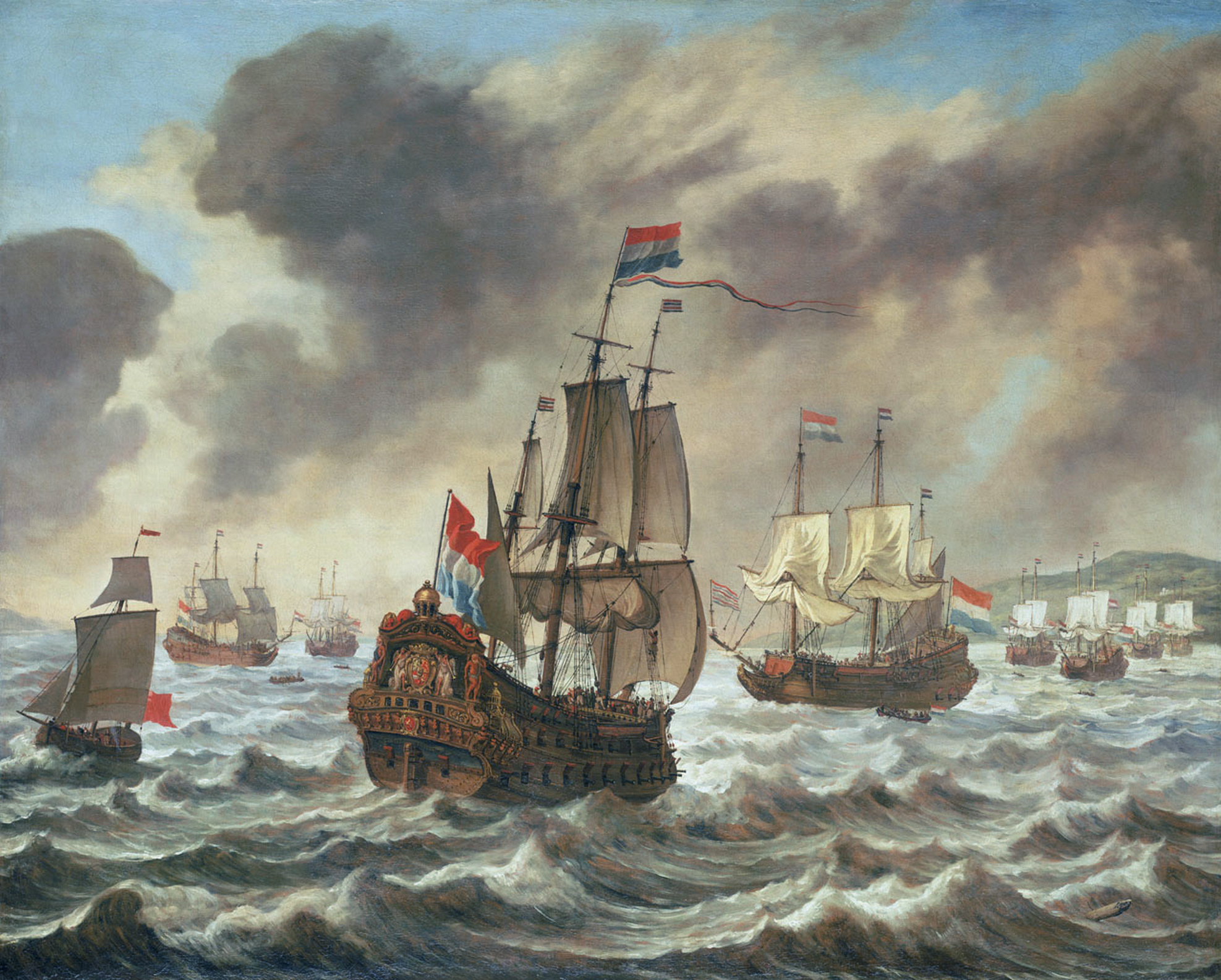
Avant la Bataille des Downs, par Reinier Nooms (1639). Notons que le drapeau hissé est le Statenvlag.

La marine de la république des Provinces-Unies a été dépeinte par de nombreux peintres, principalement néerlandais tels que :
- Ludolf Bakhuizen
- Jan Abrahamsz Beerstraaten
- Reinier Nooms
- Jan Porcellis
- Abraham de Verwer
- Simon de Vlieger
- Isaac Sailmaker
- Aernout Smit
- Abraham Storck
- Jacob Storck
- Willem van de Velde le Jeune
- Pieter Cornelisz van Soest
- Cornelis Claesz van Wieringen
- Cornelis Verbeeck
- Hendrick Cornelisz Vroom
- Abraham Willaerts
- Adam Willaerts
- Isaac Willaerts